# Семилукский район
Семилу́кский райо́н — административно-территориальная единица (район) и муниципальное образование (муниципальный район) на северо-западе Воронежской области России.
Административный центр — город Семилуки.

## География
Семилукский район расположен на северо-западе Воронежской области.

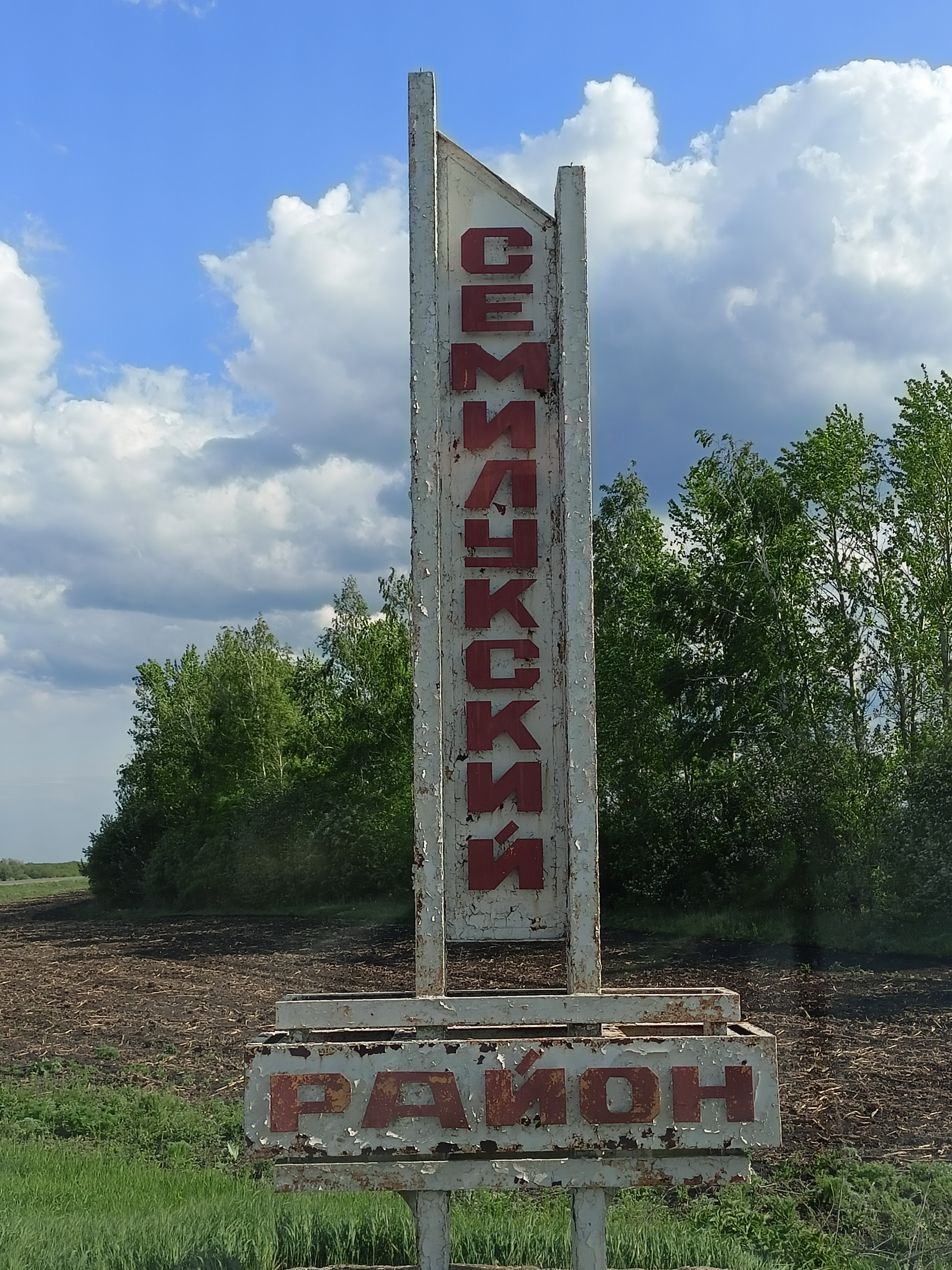

На юго-востоке район граничит с г. Воронеж, на востоке — с Рамонским районом, на западе — с Курской областью, на севере — с Липецкой областью, на юге — с Нижнедевицким и Хохольским районами.
Площадь Семилукского района — 1582 км² (2011), в том числе сельскохозяйственных угодий 1290 км². По территории района протекают 8 рек. Основные реки района — Ведуга, Дон, Девица (верхняя).

## История
30 июля 1928 года был образован Ендовищенский район с центром в селе Ендовище в составе Воронежского округа Центрально-Чернозёмной области. В него вошла территория бывшей Ендовищенской волости Землянского уезда Воронежской губернии.
20 февраля 1932 года центр района переведен в ж/д посёлок Семилуки, а район переименован в Семилукский.
После упразднения Центрально-Чернозёмной области 13 июня 1934 года район вошёл в состав вновь образованной Воронежской области.
4 марта 1959 года к Семилукскому району был присоединён Ведугский район.
В 1963 году в состав Семилукского района вошли территории упразднённых Землянского и Березовского районов.
В 1965 году территория бывшего Березовского района была выделена в Рамонский район.

## Население
| \| 1989[8] \| 2002[9] \| 2009[10] \| 2010[11] \| 2011[12] \| 2012[13] \| 2013[14] \| \| -------- \| -------- \| -------- \| -------- \| -------- \| -------- \| -------- \| \| 75 472 \| ↘67 904 \| ↘62 853 \| ↗67 247 \| ↘67 149 \| ↘66 964 \| ↘66 923 \| \| 2014[15] \| 2015[16] \| 2016[17] \| 2017[18] \| 2018[19] \| 2021[20] \| 2025[3] \| \| ↘66 741 \| ↗67 558 \| ↗67 836 \| ↘67 786 \| ↘67 259 \| ↗67 368 \| ↘67 098 \| 10 000 20 000 30 000 40 000 50 000 60 000 70 000 80 000 2010 2015 2025 |         |         |         |         |         |         |
| 1989 | 2002    | 2009    | 2010    | 2011    | 2012    | 2013    |
| 75 472 | ↘67 904 | ↘62 853 | ↗67 247 | ↘67 149 | ↘66 964 | ↘66 923 |
| 2014 | 2015    | 2016    | 2017    | 2018    | 2021    | 2025    |
| ↘66 741 | ↗67 558 | ↗67 836 | ↘67 786 | ↘67 259 | ↗67 368 | ↘67 098 |

### Урбанизация
В городских условиях (город Семилуки, рабочие посёлки Латная и Стрелица) проживают 58,71 % населения района.

### Национальный состав
По итогам переписи населения 2020 года проживали следующие национальности (национальности менее 0,1 % и другое, см. в сноске к строке «Другие»):
| Национальность | Численность, чел. | Доля     |
| -------------- | ----------------- | -------- |
| Русские        | 63 593            | 94,40 %  |
| Армяне         | 674               | 1,00 %   |
| Украинцы       | 219               | 0,33 %   |
| Цыгане         | 208               | 0,31 %   |
| Таджики        | 112               | 0,17 %   |
| Узбеки         | 84                | 0,12 %   |
| Другие         | 2478              | 3,67 %   |
| Итого          | 67 368            | 100,00 % |

## Муниципально-территориальное устройство
В Семилукский муниципальный район входят 15 муниципальных образований, в том числе 3 городских и 12 сельских поселений:
| №  | Муниципальное образование          | Административный центр   | Количество населённых пунктов | Население | Площадь, км2 |
| -- | ---------------------------------- | ------------------------ | ----------------------------- | --------- | ------------ |
| 1  | городское поселение город Семилуки | город Семилуки           | 1                             | ↗27 938   | 16,04        |
| 2  | Латненское городское поселение     | рабочий посёлок Латная   | 1                             | ↘7285     | 8,48         |
| 3  | Стрелицкое городское поселение     | рабочий посёлок Стрелица | 2                             | ↗4432     | 5,75         |
| 4  | Губарёвское сельское поселение     | село Губарёво            | 7                             | ↗1800     | 74,33        |
| 5  | Девицкое сельское поселение        | село Девица              | 3                             | ↗5801     | 110,65       |
| 6  | Землянское сельское поселение      | село Землянск            | 19                            | ↘5125     | 286,29       |
| 7  | Латненское сельское поселение      | село Латное              | 3                             | ↘1444     | 37,39        |
| 8  | Лосевское сельское поселение       | село Лосево              | 7                             | ↘1552     | 117,46       |
| 9  | Медвеженское сельское поселение    | село Медвежье            | 6                             | ↘632      | 58,09        |
| 10 | Нижневедугское сельское поселение  | село Нижняя Ведуга       | 8                             | ↘2311     | 208,65       |
| 11 | Новосильское сельское поселение    | село Новосильское        | 9                             | ↘1990     | 227,64       |
| 12 | Перлёвское сельское поселение      | село Перлёвка            | 1                             | ↘1123     | 96,88        |
| 13 | Семилукское сельское поселение     | село Семилуки            | 2                             | ↘4691     | 74,36        |
| 14 | Стадницкое сельское поселение      | село Стадница            | 2                             | ↗615      | 69,13        |
| 15 | Староведугское сельское поселение  | село Старая Ведуга       | 8                             | ↘1570     | 190,72       |

Законом Воронежской области от 30 ноября 2009 года № 145-ОЗ, преобразованы путём объединения:
- Землянское, Маловерейское, Малопокровское и Казинское сельские поселения в Землянское сельское поселение с административным центром в селе Землянск;
- Нижневедугское, Гнилушанское и Меловатское сельские поселения в Нижневедугское сельское поселение с административным центром в селе Нижняя Ведуга;
- Новосильское, Голосновское и Троицкое сельские поселения в Новосильское сельское поселение с административным центром в селе Новосильское;
- Староведугское и Староольшанское сельские поселения в Староведугское сельское поселение с административным центром в селе Старая Ведуга.

## Населённые пункты
В Семилукском районе 79 населённых пунктов.
| №  | Населённый пункт           | Тип                           | Население | Муниципальное образование          |
| -- | -------------------------- | ----------------------------- | --------- | ---------------------------------- |
| 1  | Александровка              | деревня                       | 0         | Новосильское сельское поселение    |
| 2  | Бахчеево                   | посёлок                       | ↘424      | Стрелицкое городское поселение     |
| 3  | Берёзовка                  | село                          | ↘289      | Новосильское сельское поселение    |
| 4  | Бехтеевка                  | хутор                         | 33        | Лосевское сельское поселение       |
| 5  | Богоявленка                | село                          | ↘37       | Губарёвское сельское поселение     |
| 6  | Быстрик                    | хутор                         | 51        | Землянское сельское поселение      |
| 7  | Верхосновка                | деревня                       | 46        | Новосильское сельское поселение    |
| 8  | Весёлая Долина             | хутор                         | 5         | Староведугское сельское поселение  |
| 9  | Вознесенка                 | село                          | ↘261      | Лосевское сельское поселение       |
| 10 | Гнилуша                    | село                          | ↘444      | Нижневедугское сельское поселение  |
| 11 | Головище                   | хутор                         | 62        | Землянское сельское поселение      |
| 12 | Голосновка                 | село                          | ↘350      | Новосильское сельское поселение    |
| 13 | Гослесопитомника           | посёлок                       | 222       | Нижневедугское сельское поселение  |
| 14 | Гремячий Колодезь          | село                          | ↘853      | Лосевское сельское поселение       |
| 15 | Губарёво                   | село                          | 956       | Губарёвское сельское поселение     |
| 16 | Гудовка                    | село                          | ↘163      | Губарёвское сельское поселение     |
| 17 | Дальнее Ляпино             | село                          | 247       | Латненское сельское поселение      |
| 18 | Девица                     | село                          | ↘5219     | Девицкое сельское поселение        |
| 19 | Дмитриевка                 | деревня                       | 1         | Землянское сельское поселение      |
| 20 | Долгое                     | село                          | ↘107      | Землянское сельское поселение      |
| 21 | Долго-Маховатка            | село                          | ↘69       | Новосильское сельское поселение    |
| 22 | Ендовище                   | село                          | ↘1933     | Семилукское сельское поселение     |
| 23 | Зацепное                   | хутор                         | 65        | Землянское сельское поселение      |
| 24 | Землянск                   | село                          | ↗3276     | Землянское сельское поселение      |
| 25 | Ивановка                   | деревня                       | ↘88       | Новосильское сельское поселение    |
| 26 | Избище                     | село                          | ↘119      | Нижневедугское сельское поселение  |
| 27 | Каверье                    | село                          | 134       | Медвеженское сельское поселение    |
| 28 | Казинка                    | село                          | 315       | Землянское сельское поселение      |
| 29 | Каменка                    | хутор                         | 120       | Староведугское сельское поселение  |
| 30 | Катино                     | посёлок                       | 1         | Нижневедугское сельское поселение  |
| 31 | Кондрашовка                | село                          | ↘229      | Стадницкое сельское поселение      |
| 32 | Красные Солонцы            | деревня                       | 1         | Лосевское сельское поселение       |
| 33 | Красный                    | хутор                         | 1         | Медвеженское сельское поселение    |
| 34 | Кузиха                     | деревня                       | 7         | Лосевское сельское поселение       |
| 35 | Латная                     | рабочий посёлок               | ↗7285     | Латненское городское поселение     |
| 36 | Латное                     | село                          | 1278      | Латненское сельское поселение      |
| 37 | Ливенка                    | деревня                       | 27        | Землянское сельское поселение      |
| 38 | Лосево                     | село                          | ↘531      | Лосевское сельское поселение       |
| 39 | Луженки                    | хутор                         | 9         | Нижневедугское сельское поселение  |
| 40 | Малая Верейка              | село                          | ↘543      | Землянское сельское поселение      |
| 41 | Малая Покровка             | село                          | ↗329      | Землянское сельское поселение      |
| 42 | Медвежье                   | село                          | ↗446      | Медвеженское сельское поселение    |
| 43 | Меловатка                  | село                          | ↘349      | Нижневедугское сельское поселение  |
| 44 | Нижняя Ведуга              | село                          | ↘1418     | Нижневедугское сельское поселение  |
| 45 | Никандровка                | деревня                       | 13        | Землянское сельское поселение      |
| 46 | Никольское                 | село                          | 21        | Нижневедугское сельское поселение  |
| 47 | Новая Покровка             | деревня                       | 113       | Землянское сельское поселение      |
| 48 | Новосильское               | село                          | ↘1038     | Новосильское сельское поселение    |
| 49 | Овсянников                 | хутор                         | 6         | Землянское сельское поселение      |
| 50 | Ольшанец                   | деревня                       | 47        | Новосильское сельское поселение    |
| 51 | Орлов Лог                  | посёлок                       | 4562      | Девицкое сельское поселение        |
| 52 | Перекоповка                | село                          | 257       | Землянское сельское поселение      |
| 53 | Перлёвка                   | село                          | ↘1123     | Перлёвское сельское поселение      |
| 54 | Поляна                     | село                          | 42        | Староведугское сельское поселение  |
| 55 | Посёлок совхоза «Раздолье» | посёлок                       | 436       | Губарёвское сельское поселение     |
| 56 | Приволье                   | село                          | ↘51       | Медвеженское сельское поселение    |
| 57 | Раздолье                   | село                          | 64        | Медвеженское сельское поселение    |
| 58 | Рогачиха                   | хутор                         | 6         | Староведугское сельское поселение  |
| 59 | Русско-Гвоздёвские Выселки | село                          | 11        | Медвеженское сельское поселение    |
| 60 | Сапруновка                 | деревня                       | 1         | Землянское сельское поселение      |
| 61 | Севостьяновка              | хутор                         | 49        | Лосевское сельское поселение       |
| 62 | Семилуки                   | город, административный центр | ↗28 103   | городское поселение город Семилуки |
| 63 | Семилуки                   | село                          | ↗2406     | Семилукское сельское поселение     |
| 64 | Серебрянка                 | село                          | 503       | Землянское сельское поселение      |
| 65 | Спасское                   | деревня                       | 20        | Землянское сельское поселение      |
| 66 | Стадница                   | село                          | ↘456      | Стадницкое сельское поселение      |
| 67 | Старая Ведуга              | село                          | ↘1211     | Староведугское сельское поселение  |
| 68 | Старая Ольшанка            | село                          | ↘383      | Староведугское сельское поселение  |
| 69 | Старое                     | село                          | 87        | Девицкое сельское поселение        |
| 70 | Стрелица                   | рабочий посёлок               | ↗4008     | Стрелицкое городское поселение     |
| 71 | Студёновка                 | село                          | ↘28       | Губарёвское сельское поселение     |
| 72 | Терновое                   | село                          | 113       | Губарёвское сельское поселение     |
| 73 | Точильное                  | хутор                         | 0         | Латненское сельское поселение      |
| 74 | Троицкое                   | село                          | ↘369      | Новосильское сельское поселение    |
| 75 | Устье                      | хутор                         | 19        | Староведугское сельское поселение  |
| 76 | Фёдоровка                  | деревня                       | 47        | Землянское сельское поселение      |
| 77 | Фетисовка                  | деревня                       | 0         | Землянское сельское поселение      |
| 78 | Чудовка                    | село                          | 32        | Губарёвское сельское поселение     |
| 79 | Яновка                     | хутор                         | 1         | Староведугское сельское поселение  |

### Упразднённые населённые пункты
Разъезд Кузиха.

## Экономика

### Промышленность
На территории района действует 59 промышленных предприятий. Наиболее крупные предприятия района:
- Семилукский огнеупорный завод
- Воронежское рудоуправление
- Семилукский комбинат строительных материалов
- Воронежское управление магистральных газопроводов
- Латненский огнеупорный завод
- Семилукский завод бытовой химии
- ООО Воронежская электросетевая компания
- ООО "МЕТАРА-16"

### Энерготранспорт
По территории района проходит «нитка» магистрального газопровода «Елец—Новопсков».

### Транспорт
Через район проходит автомобильная трасса федерального значения А144.
Имеется регулярное автобусное сообщение населённых пунктов района с областным центром.
С востока на запад район пересекает железная дорога «Воронеж—Касторная», входящая в состав Юго-Восточной железной дороги.
На территории района находится железнодорожная станция Латная (с примыкающей промышленной ветвью на Стрелицу), часть станции Подклетное и остановочные пункты 226 км, Семилуки (пригородные поезда).

## Культура
В Семилукском районе несколько лет подряд проводился конкурс певческого мастерства «Седьмая излучина».
В районе существуют 6 ансамблей, имеющие звание «Народный коллектив»: вокальный ансамбль «Реченька», ансамбль казачьей песни «Донская вольница», вокальный ансамбль «Горница», вокальный ансамбль «Грани», детский образцовый вокальный ансамбль «Радуга», детский хореографический ансамбль"Виртуозы".

### Достопримечательности
В Семилукском районе — 38 памятников и памятных мест. В их числе Вознесенская церковь в селе Избище — объект исторического и культурного наследия областного значения.